# پاتریک ورسلویس
پاتریک ورسلویس (انگلیسی: Patrick Versluys؛ زادهٔ ۵ سپتامبر ۱۹۵۸) دوچرخه‌سوار اهل بلژیک است.